# Бунин, Револь Самуилович
Револь Самуилович Бунин (6 апреля 1924, Москва, РСФСР, СССР — 3 июня 1976 или 3 июля 1976, Москва) — советский российский композитор.

## Биография

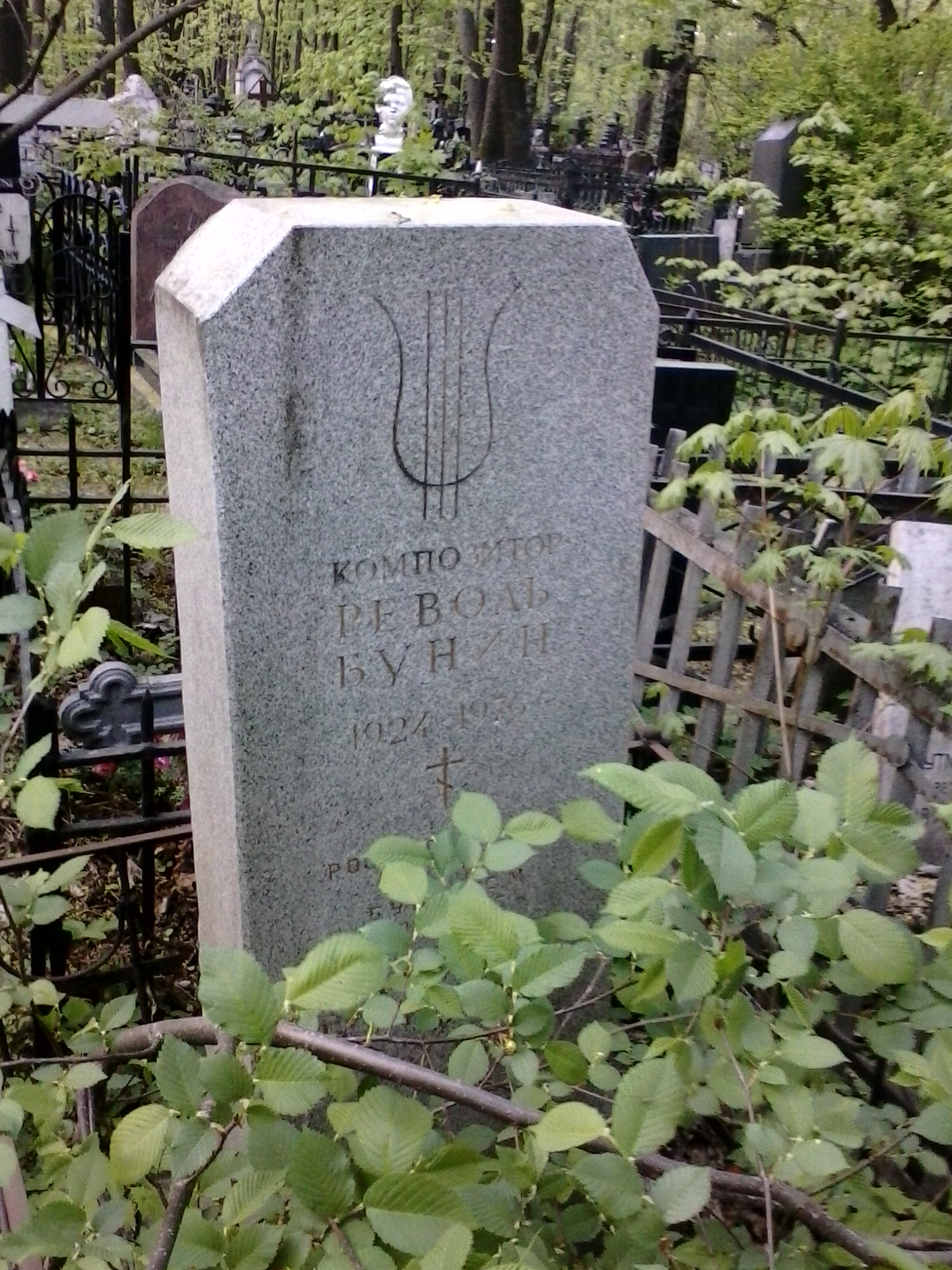
Могила Бунина на Введенском кладбище Москвы.

Родился 6 апреля 1924 года в Москве.
В 1945 году окончил Московскую государственную консерваторию по классу композиции Д. Д. Шостаковича (до 1944 года занимался в классе Г. И. Литинского и В. Я. Шебалина).
В 1947 году — ассистент Д. Д. Шостаковича по классу композиции в Ленинградской государственной консерватории. После увольнения Шостаковича из консерватории в 1948 году переехал в Москву.
В 1948—1953 годах — редактор Государственного издательства музыкальной литературы (Музгиз) в Москве.
Автор 9 симфоний, оперы, оркестровых, инструментальных и вокально-инструментальных произведений, музыки для радио и кино. Музыковед Левон Акопян писал о его творческом наследии: «В медленной музыке он демонстрирует несомненный мелодический дар и способность к интересной тематической работе; он знает толк в колоритной инструментовке и виртуозном письме для солирующего инструмента. С другой стороны, в быстрой музыке ему часто не хватает тематической изобретательности, он склонен злоупотреблять остинатными повторами и тематически бессодержательным „рамплиссажем“».
Композитор с детства страдал бронхиальной астмой. Умер 3 июня 1976 года в Москве в возрасте 52 лет, не закончив работу над оперой «Народовольцы». Похоронен на 4-м участке Введенского кладбища.

## Сочинения

### Инструментальные
- 9 симфоний (1943, 1945, 1957, 1959, 1961, 1966, 1969, 1970, 1975)
- концертная симфония для симфонического оркестра (1972)
- 3 симфонические поэмы: «Каменный гость» (1949), «Увертюра-фантазия» (1953), «1967» (1967)
- сюита из музыки к фильму «Десять дней, которые потрясли мир» (1968)
- концерты: для оркестра и органа (1952), для альта с оркестром (1953), для камерного оркестра (1961), для фортепиано и камерного оркестра (1963)
- фортепианный квинтет (1946), 2 струнных квартета (1943, 1956), музыка для струнных (1965), трио (1946)
- соната для альта и фортепиано (1955), соната для фортепиано (1971)
- 2 партиты (1947, 1951)
- Детский альбом (1961)
- музыка для радио

### Вокальные
- опера «Маскарад» (по драме Лермонтова, 1944)
- кантата для солистов, хора и оркестра «Веди нас, дорога» (на стихи Шекспира, 1964)
- цикл поэм для хора «Несжатая полоса» (на стихи Некрасова, 1958)
- романсы для голоса и фортепиано на стихи Пушкина, Блока, Есенина, Петефи, английских поэтов

### Фильмография

#### Игровое кино
- 1954 — Остров Сахалин
- 1956 — Две жизни (Сёстры)
- 1969 — Почтовый роман (в соавт.)

### Мультипликация
- 1954 — Два жадных медвежонка
- 1961 — Три пингвина
- 1962 — Летающий пролетарий
- 1963 — Москвичок

## Награды и звания
- Почётный гражданин города Русе (Болгария).